# Гребенев, Сергей Андреевич
Сергей Андреевич Гребенев (29 октября 1962, Москва) — советский и российский учёный-астрофизик, доктор физико-математических наук, заведующий лабораторией Рентгеновской и гамма-астрономии отдела Астрофизики высоких энергий Института космических исследований РАН (ИКИ РАН), ответственный секретарь журнала «Письма в Астрономический журнал/Astronomy Letters».

## Биография и образование
Родился 29 октября 1962 в Москве. Отец, Гребенев Андрей Леонидович (1933—1995), — профессор, член-корреспондент РАМН, заведующий кафедрой Пропедевтики внутренних болезней 1 ММИ имени И. М. Сеченова. Мать, Гребенева (Уласенко) Нелли Яновна (1933—2015), — радиоинженер АКИН.
В 1985 году с отличием окончил Московский инженерно-физический институт (МИФИ) (по специальности «теоретическая ядерная физика»), затем — аспирантуру этого института (руководитель Р. А. Сюняев). С 1988 работает в ИКИ РАН (в настоящее время — заведующий лабораторией Рентгеновской и гамма-астрономии). В 1989 стал кандидатом, в 1996 — доктором физико-математический наук.

## Важнейшие научные результаты
Специалист в области рентгеновской и гамма-астрономии, теоретической и ядерной астрофизики, автор более 270 научных работ. Играл ведущую роль в анализе и интерпретации данных международных астрофизических обсерваторий «Рентген» (на модуле «Квант» орбитальной станции «Мир»), «Гранат», ИНТЕГРАЛ. Внес большой вклад в разработку и создание обсерватории ИНТЕГРАЛ.
Основные результаты связаны с исследованием радиоактивного излучения сверхновых, процесса аккреции на чёрные дыры и нейтронные звезды, искажений космического фонового излучения в горячем газе скоплений галактик:
- Первым рассчитал спектр жесткого излучения, формирующегося при комптонизации в оболочке сверхновой гамма-фотонов распада синтезированного при взрыве радиоактивного 56Ni и его дочернего продукта 56Co. Предсказал раннее появление рентгеновского потока от SN 1987A (первой близкой сверхновой за последние 400 лет), что инициировало ее интенсивные наблюдения обсерваторией «Рентген» и привело к открытию рентгеновского и гамма-излучения[1][2][3].
- В 2012 с помощью обсерватории ИНТЕГРАЛ открыл от остатка этой сверхновой излучение в линиях 68 и 79 кэВ распада 44Ti (более долгоживущего изотопа, чем 56Co и 57Co)[4].
- Участвовал в открытии гамма-линий распада 56Co и 56Ni от другой уникальной сверхновой (SN 2014J типа Ia), доказавшем ее термоядерную природу[5][6][7].
- По данным обсерваторий «Рентген» и «Гранат» исследовал рентгеновские спектральные состояния чёрных дыр в двойных системах в зависимости от темпа аккреции, показал, что жесткое состояние наблюдается не при высоком (как считалось), а при низком темпе аккреции[8][9].
- Одним из первых наблюдал низкочастотные (<1 Гц) квазипериодические осцилляции рентгеновского потока от чёрных дыр[10].
- Выполнил широкополосную (оптика — жесткий рентген) спектроскопию излучения ряда рентгеновских новых (аккрецирующих чёрных дыр) и показал, что основной вклад в их оптическое и инфракрасное излучение дает не внешняя холодная часть аккреционного диска (как всегда считалось), а центральная горячая зона, ответственная за жесткое рентгеновское излучение.
- Участвовал в первом детальном картографировании области центра Галактики в рентгеновских лучах, по данным телескопа АРТ-П обсерватории «Гранат» сделал вывод о неожиданно низкой светимости сверхмассивной чёрной дыры в ядре Галактики.
- Открыл ~50 (из ~250 известных в Галактике) рентгеновских двойных, в том числе их новую популяцию — «быстрые рентгеновские транзиенты» в системах со сверхгигантами ранних спектральных классов. Предложил удачную модель, объяснившую необычные свойства «быстрых транзиентов».
- Наблюдал и исследовал с помощью обсерватории ИНТЕГРАЛ необычные (кратные) рентгеновские всплески (связанные с термоядерными взрывами на поверхности нейтронных звезд). Объяснил их существование действием особого режима аккреции.
- Первым применил преобразование вейвлет при анализе рентгеновских изображений и исследовании структуры (мелкомасштабных флуктуаций) горячего газа в скоплениях галактик[11].
- Объяснил наблюдаемую бимодальность светимости ультраярких рентгеновских (ULX) пульсаров.
- Участвовал в обнаружении и исследовании по данным обсерватории ИНТЕГРАЛ гамма-всплеска GRB190425, отождествленного с одним из двух надежно зарегистрированных гравитационно-волновыми антеннами LIGO/Virgo событий слияния нейтронных звезд (GW 190425)[12].
- Вывел точное аналитическое решение для распределения плотности горячего изотермического газа в гравитационном поле тёмной материи с профилем Наварро-Френка-Вайта (NFW), важное для интерпретации наблюдений[13].
- Предсказал (совместно с Р. А. Сюняевым) и детально рассчитал искажения спектра фонового рентгеновского, гамма- и радиоизлучения, возникающие в направлении на скопления галактик из-за взаимодействия с горячим межгалактическим газом[13][14].
- Призвал к развертыванию астрономических исследований на станции «Восток», указав на множество преимуществ, предоставляемых центральной Антарктидой для инфракрасных, субмиллиметровых, ультрафиолетовых и даже оптических наблюдений по сравнению с другими регионами России и мира[15].

## Награды
- медаль «XXX лет полета Юрия Гагарина» Федерации космонавтики СССР (1991).
- медаль им. Я. Б. Зельдовича[16] Международного комитета по космическим исследованиям (COSPAR) за достижения в астрофизике (1998).
- медаль им. М. В. Келдыша Федерации космонавтики России (1999).
- медаль им. С. П. Королева Федерации космонавтики России (2006).
- Главная премия МАИК «Наука/Интерпериодика» за лучшую публикацию в области математики и физики (по результатам обсерватории ИНТЕГРАЛ) (2007).
- грамота Европейского космического агентства за «выдающийся вклад в миссию ИНТЕГРАЛ» (2012).
- премия РАН им. Ф. А. Бредихина по астрономии за открытие и исследование природы «быстрых рентгеновских транзиентов» (2013).
- Благодарность Президента РФ за научные достижения (2022).

## Преподавание и другая активность
- Действительный член Международной академии астронавтики (IAA) (с 2020, член-корреспондент с 2016).
- Член Международного астрономического союза (IAU).
- Ответственный секретарь журнала «Письма в Астрономический журнал/Astronomy Letters».
- Профессор МФТИ (кафедра «Космической физики»[17]).
- Председатель ГЭК НИЯУ МИФИ (кафедра «Теоретической ядерной физики»[18]).
- Член Совета РАН по космосу [19], секции «Внеатмосферная астрономия» этого Совета.
- Ведущий ученый (Mission Scientist) Международной орбитальной лаборатории гамма-лучей ИНТЕГРАЛ[20].
- В 2001 основал в ИКИ РАН серию ежегодных конференций «Астрофизика высоких энергий: сегодня и завтра»[21]. Неоднократно был председателем Программного комитета этих конференций (последний раз в 2023[22]).